# آنچه زنان می‌خواهند (فیلم ۲۰۱۱)
«آنچه زنان می‌خواهند» (انگلیسی: What Women Want (2011 film)) فیلمی در ژانر کمدی رمانتیک و فانتزی است که در سال ۲۰۱۱ منتشر شد. از بازیگران آن می‌توان به اندی لاو و گونگ لی اشاره کرد.